# Столова (притока Кальміусу)
Столова (Кічіксу, урум. Кічік Су) — річка в Донецькій області, права притока річки Кальміус. Витоки у Волноваському районі. Здебільшого протікає по західній частині Бойківського району і впадає в Кальміус в селі Гранітне. У середній течії має притоку Бірюча Балка.

## Походження назви
Річка має назву Столова через те, що в її долині є плоскі, як стіл, виходи граніту на поверхню (столові камені). Долина річки називається Столова Балка. Назва Кічіксу має урумське походження (Кічік — маленький, су — вода, річка).
Російською мовою зазвичай перекладається як Маловодна. Цю назву відносять до верхньої частини балки — до злиття балок Карансу, Лукашевої, Горгорольген і Хавана Чалган. Нижче вона іменується Столовою за вказаною вище особливістю рельєфу. Слов'янською ще недавно називали її жителі села Прохорівка, Волноваського району — за назвою вже не існуючого села Слов'янки, Свободненської сільради цього ж району.

## Населені пункти
Біля річки Столова знаходяться населені пункти Тельманівського району: Гранітне, Обільне, Бахчовик, до середини XX століття існував також хутір Столова Балка.